# 彭开宙
彭开宙（1953年7月—），湖北黄陂人，中华人民共和国铁路高管。

## 生平
1970年2月参加工作，1973年6月加入中国共产党，大学学历。历任郑州铁路局襄樊列车段服务员，襄樊列车段团委干事、团委书记，襄樊分局团委副书记、团委书记，襄樊车站站长，襄樊分局工会主席、副分局长，洛阳分局分局长，郑州分局分局长，西安分局分局长，济南铁路局局长、党委副书记，铁道部办公厅主任。2001年12月，出任铁道部副部长、党组成员。2013年3月至2014年8月，任中国铁路总公司党组成员、副总经理。
他是第九届全国人大代表。2013年3月任第十二届全国政协委员。